# Girlsway
Girlsway — американська порнографічна кіностудія, що займається виробництвом фільмів в жанрі лесбійського порно.

## Історія
Була заснована в жовтні 2014 року FameDollars, дочірнім підрозділом Gamma Entertainment. Дистрибуцією фільмів студії займається Girlfriends Films.
У січні 2016 року вироблений студією фільм The Business of Women отримав премію XBIZ Award в категорії «Лесбійський фільм року». Через рік фільм Missing: A Lesbian Crime Story був удостоєний двох премій AVN Awards в категоріях «Найкраща лесбійська сцена» і «Найкращий лесбійський фільм». Також фільм Little Red: A Lesbian Fairytale отримав дві премії XBIZ Award в наступних категоріях: «Лесбійський повнометражний фільм року» і «Найкращий монтаж». У січні 2018 року сайт Girlsway.com був удостоєний премії XBIZ Award в категорії «Лесбійський сайт року». Через рік сайт був повторно удостоєний премії XBIZ в тій же категорії.
У жовтні 2019 року фільм Fantasy Factory: Wastelands виграє премію NightMoves Award в категорії «Найкращий лесбійський фільм» (вибір шанувальників). У січні 2021 року сайт в третій за рахунком раз нагороджений премією XBIZ Award в категорії «Лесбійський сайт року».

## Нагороди та номінації
| Рік  | Нагорода         | Результат | Категорія                                                                              |
| ---- | ---------------- | --------- | -------------------------------------------------------------------------------------- |
| 2016 | AVN Award        | Номінація | Найкращий вебсайт з членською підпискою                                                |
| 2016 | AVN Award        | Номінація | Найкращий новий бренд                                                                  |
| 2016 | NightMoves Award | Номінація | Найкраща виробнича компанія                                                            |
| 2016 | XBIZ Award       | Номінація | Найкраща нова студія                                                                   |
| 2016 | XBIZ Award       | Номінація | Порносайт року — студійний                                                             |
| 2017 | AVN Award        | Номінація | Найкраща маркетингова кампанія — імідж компанії                                        |
| 2017 | AVN Award        | Номінація | Найкращий вебсайт з членською підпискою                                                |
| 2017 | Spank Bank Award | Номінація | Вебсайт року                                                                           |
| 2017 | Spank Bank Award | Номінація | Виробнича студія року                                                                  |
| 2017 | XBIZ Award       | Номінація | Порносайт року — студійний                                                             |
| 2017 | XBIZ Award       | Номінація | Студія року                                                                            |
| 2018 | AVN Award        | Номінація | Найкраща маркетингова кампанія — імідж компанії                                        |
| 2018 | AVN Award        | Номінація | Найкраща маркетингова кампанія — індивідуальний проект (за Girlsway Girl of the Month) |
| 2018 | NightMoves Award | Номінація | Найкраща виробнича компанія                                                            |
| 2018 | Spank Bank Award | Номінація | Платний вебсайт року                                                                   |
| 2018 | Spank Bank Award | Номінація | Виробнича студія року                                                                  |
| 2018 | XBIZ Award       | Перемога  | Лесбійський сайт року                                                                  |
| 2018 | XBIZ Award       | Номінація | Маркетингова кампанія року (за Girlsway Girl of the Month/Year)                        |
| 2018 | XCritic Award    | Номінація | Найкращий вебсайт з членською підпискою                                                |
| 2018 | XCritic Award    | Номінація | Студія року                                                                            |
| 2018 | XRCO Award       | Номінація | Найбільш високоякісний (High-End) вебсайт                                              |
| 2019 | AVN Award        | Номінація | Найкраща маркетингова кампанія — імідж компанії                                        |
| 2019 | Fleshbot Award   | Номінація | Найкращий платний сайт                                                                 |
| 2019 | NightMoves Award | Номінація | Найкраща виробнича компанія                                                            |
| 2019 | XBIZ Award       | Перемога  | Лесбійський сайт року                                                                  |
| 2020 | NightMoves Award | Номінація | Найкраща виробнича компанія                                                            |
| 2020 | XBIZ Award       | Номінація | Лесбійський сайт року                                                                  |
| 2020 | XCritic Award    | Номінація | Найкращий вебсайт з членською підпискою                                                |
| 2021 | XBIZ Award       | Перемога  | Лесбійський сайт року                                                                  |
| 2022 | XBIZ Award       | Перемога  | Лесбійський сайт року                                                                  |

## Дівчата Girlsway
Щомісяця, починаючи з січня 2015 року, сайт обирає дівчат місяця (Girls of the Month, GOTM). Також наприкінці кожного року сайт обирає дівчат року (Girls of the Year, GOTY).

### Дівчата місяця
| Рік  | Січень           | Лютий           | Березень        | Квітень        | Травень       | Червень          | Липень           | Серпень         | Вересень       | Жовтень       | Листопад    | Грудень      |
| ---- | ---------------- | --------------- | --------------- | -------------- | ------------- | ---------------- | ---------------- | --------------- | -------------- | ------------- | ----------- | ------------ |
| 2015 | Лола Фокс        | Шайла Дженнінгс | Саманта Роун    | Чері Девілль   | Дженна Сатіва | Ебіґейл Мек      | Ванесса Веракрус | Шарлотта Стоклі | Ділліон Гарпер | Адріана Чечик | Тара Морган | Саша Гарт    |
| 2016 | Мерседес Каррера | Сара Лав        | Абелла Денджер  | Кенна Джеймс   | Міа Малкова   | Райлі Рід        | Серена Блер      | Джелена Дженсен | Кессіді Клейн  | Селеста Стар  | Каденс Люкс | Ріна Скай    |
| 2017 | Брі Деніелс      | Ума Джолі       | Алексіс Фокс    | Анджела Вайт   | Крістен Скотт | Ей Джей Епплгейт | Джорджія Джонс   | Бретт Россі     | Ейпріл О'Ніл   | Пенні Пакс    | Кейша Грей  | Мелісса Мур  |
| 2018 | Пайпер Перрі     | Бренді Лав      | Еліза Джейн     | Скарлетт Сейдж | Хлоя Черрі    | Вітні Райт       | Мінді Мінк       | Кензі Рівз      | Аліна Лопес    | Адрія Рей     | Ліна Пол    | Айві Вульф   |
| 2019 | Кіра Нуар        | Аідра Фокс      | Джина Валентіна | Емілі Вілліс   | Кендра Спейд  | Джейн Вайлд      | Індія Саммер     | Кеті Морган     | Карла Куш      | Джианна Діор  | Джиа Дерза  | Джейд Бейкер |

### Дівчата року
| Рік  | Модель          |
| ---- | --------------- |
| 2015 | Шайла Дженнінгс |
| 2016 | Джелена Дженсен |
| 2017 | Ейпріл О'Ніл    |
| 2018 | Аліна Лопес     |
| 2019 | Емілі Вілліс    |